# Survivor Philippines
Cet article concerne la version philippine de l'émission Survivor. Pour la version originale américaine, voir Survivor (émission de télévision).
Survivor Philippines est une émission de télévision philippine diffusée par GMA Network. L'émission est la version philippine de l'émission américaine Survivor.     

## Production et diffusion
Le premier épisode est diffusé le 15 septembre 2008. L'émission est présentée par Paolo Bediones puis par Richard Gutierrez pendant les deux dernières saisons. L'émission s'est terminée le 19 février 2012 avec un total de 269 épisodes et 4 saisons. Les deux dernières saisons ont été diffusées à l'international sur GMA Pinoy TV. 
Hormis le fait qu'elle soit diffusée quotidiennement, et non une fois par semaine comme aux États-Unis, les éléments de la franchise américaine Survivor sont tous présents dans la version philippine. Elle utilise la musique de la version britannique composée par Russ Landau complétée par le compositeur philippin Diwa de Leon,. 

## Saisons
| Saison                                          | Première          | Finale           | Gagnant                  | Finalistes                      | Nbr. de naufragés | Nbr. de jours |
| ----------------------------------------------- | ----------------- | ---------------- | ------------------------ | ------------------------------- | ----------------- | ------------- |
| Survivor Philippines                            | 15 septembre 2008 | 14 décembre 2008 | JC Tiuseco               | Rob Sy                          | 18                | 39            |
| Survivor Philippines: Palau                     | 17 août 2009      | 15 novembre 2009 | Amanda Coolley Van Cooll | Justine Ferrer, Jef Gaitan      | 16                | 39            |
| Survivor Philippines: Celebrity Showdown        | 30 août 2010      | 5 décembre 2010  | Akihiro Sato             | Solenn Heussaff, Ervic Vijandre | 18                | 36            |
| Survivor Philippines: Celebrity Double Showdown | 14 novembre 2011  | 19 février 2012  | Betong Sumaya Jr.        | Mara Yokohama, Stef Prescott    | 20                | 36            |

## Audiences
Les audiences sont calculées grâce à l'outil Mega Manila développé par AGB Nielsen Philippines. 
| Saison | Première de la saison | Audience | Finale           | Audience | Réunion          | Audience | Réf.  |
| ------ | --------------------- | -------- | ---------------- | -------- | ---------------- | -------- | ----- |
| 1      | September 15, 2008    | 31,8%    | 14 décembre 2008 | 35,0%    | 16 décembre 2008 | 18,1%    | ,     |
| 2      | 17 août 2009          | 30,8%    | 15 novembre 2009 | 31,3%    | 17 novembre 2009 | 7,8%     | ,     |
| 3      | 30 août 2010          | 18,2%    | 5 décembre 2010  | NC       | 7 décembre 2010  | NC       | [ 7 ] |
| 4      | 14 novembre 2011      | 24,2%    | 19 février 2012  | 34,7%    | 21 février 2012  | 19,1%    | ,     |

## Récompenses
| Année | Organisme                                                           | Prix                                     | Catégorie                                           | Bénéficiaire                                    | Résultat | Réf.   |
| ----- | ------------------------------------------------------------------- | ---------------------------------------- | --------------------------------------------------- | ----------------------------------------------- | -------- | ------ |
| 2009  | Philippine Movie Press Club                                         | 23e Star Awards de la télévision         | Meilleur animateur d'un programme de réalité        | Paolo Bediones                                  | Gagnant  | [ 11 ] |
| 2009  | Prix de la télévision asiatique                                     | 14e Prix de la télévision asiatique      | Meilleure adaptation d'un format existant           | Survivor Philippines (episode 1)                | Nommé    | [ 12 ] |
| 2010  | Université de Santo Tomas                                           | 6e USTv Students 'Choice Awards          | Prix des étudiants pour un programme de téléréalité | Survivant Philippines                           | Gagnant  | [ 13 ] |
| 2010  | K-Zone Philippines                                                  | Prix K-Zone 2010                         | Meilleure téléréalité                               | Survivant Philippines                           | Nommé    | [ 14 ] |
| 2011  | Entertainment Press Society                                         | Prix Golden Screen TV 2011               | Programme de téléréalité                            | Survivor Philippines: Celebrity Showdown        | Gagnant  | [ 15 ] |
| 2011  | Entertainment Press Society                                         | Prix Golden Screen TV 2011               | Animateur d'un programme de téléréalité             | Richard Gutierrez                               | Nommé    | [ 16 ] |
| 2011  | Samahan of mga Kritiko ng Pelikula, Telebisyon at Musikang Pilipino | Prix Gawad Tangi 2011 pour la télévision | Meilleur programme de réalité (adapté)              | Survivor Philippines: Celebrity Showdown        | Gagnant  | [ 17 ] |
| 2011  | Samahan of mga Kritiko ng Pelikula, Telebisyon at Musikang Pilipino | Prix Gawad Tangi 2011 pour la télévision | Meilleur animateur de programme de réalité (adapté) | Richard Gutierrez                               | Nommé    | [ 18 ] |
| 2012  | Prix de la télévision asiatique                                     | 17e Prix de la télévision asiatique      | Meilleure adaptation d'un format existant           | Survivor Philippines: Celebrity Double Showdown | Nommé    | [ 19 ] |
| 2013  | Entertainment Press Society                                         | Prix Golden Screen TV 2013               | Programme de téléréalité                            | Survivor Philippines: Celebrity Double Showdown | Gagnant  | [ 20 ] |
| 2013  | Entertainment Press Society                                         | Prix Golden Screen TV 2013               | Animateur d'un programme de téléréalité             | Richard Gutierrez                               | Nommé    | [ 21 ] |